# Arena Pantanal
L'Arena Pantanal è uno stadio della città di Cuiabá (Mato Grosso, Brasile). Costruito in occasione dei mondiali di calcio del 2014, è uno stadio multi-funzionale che prende il posto del vecchio stadio José Fragelli (più conosciuto come Verdão), demolito nel 2010. Ospita le partite casalinghe del club di calcio Mixto Esporte Clube.
L'Arena Pantanal ha avuto, in occasione del Campionato mondiale di calcio 2014, nel corso dei quali ha ospitato quattro partite, una capacità di quasi 43 000 posti (42 968), ma al termine del torneo 15.000 posti sono stati rimossi smantellando le tribune superiori delle due curve, portando lo stadio ad avere una capacità finale di 28.000 posti. Lo stadio è stato progettato dallo studio di architettura GCP Arquitetos che ha puntato su un impianto che si potesse ben inserire nel contesto urbano della città (lo stadio si trova a due chilometri ad ovest dal centro di Cuiabá), sviluppando un progetto su scala sostenibile ed ecocompatibile. La costruzione dell'impianto è iniziata appena quando fu completata la demolizione del vecchio stadio Verdão nel 2010. I lavori sono terminati il 26 aprile 2014.

## Coppa del Mondo FIFA 2014
| Data           | Orario (BRT) | Squadra numero 1 | Ris.  | Squadra numero 2     | Fase del torneo | Spettatori |
| -------------- | ------------ | ---------------- | ----- | -------------------- | --------------- | ---------- |
| 13 giugno 2014 | 18:00        | Cile             | 3 - 1 | Australia            | Girone B        | 40 275     |
| 17 giugno 2014 | 19:00        | Russia           | 1 - 1 | Corea del Sud        | Girone H        | 37 603     |
| 21 giugno 2014 | 19:00        | Nigeria          | 1 - 0 | Bosnia ed Erzegovina | Girone F        | 40 499     |
| 24 giugno 2014 | 17:00        | Giappone         | 1 - 4 | Colombia             | Girone C        | 40 340     |